# Katrin Kneipp
Katrin Kneipp ist eine deutsche Physikerin.

## Biografie
Kneipp wurde in Thüringen geboren und studierte Physik an der Friedrich-Schiller-Universität Jena und der Humboldt-Universität Berlin. Später war sie am Zentralinstitut für Physikalische Chemie der Akademie der Wissenschaften der DDR ebenfalls in Berlin beschäftigt.
Nach der Wende in der DDR war sie assoziierte Professorin an der Harvard University Medical School und Gastprofessorin am MIT.
Sie hat über ihre Erinnerungen an Mildred Dresselhaus geschrieben.

## Forschung
Sie arbeitet an Einzelmolekül-Raman-Spektroskopie-Spektren und Oberflächenverstärkter Raman-Spektroskopie (SERS) sowie an biomedizinisch relevanten Molekülen.

## Ehrungen und Auszeichnungen
- 2004 – Fellow of the American Physical Society für „Beiträge zur Anwendung der Raman-Streuung in der Nanotechnologie und im biomedizinischen Bereich.“[7]
- Fellow der  Society for Applied Spectroscopy
- 2000 – Rockefeller-Mauze-Gastprofessur am Massachusetts Institute of Technology[3][8]
- 1999 – Meggers Award der Society for Applied Spectroscopy[9]

## Ausgewählte Veröffentlichungen

### Buch-Herausgeberschaften
- Recent developments in plasmon-supported Raman spectroscopy: 45 years of enhanced Raman signals. World Scientific, New Jersey London Singapore Beijing Shanghai Hong Kong Taipei Chennai Tokyo 2018, ISBN 978-1-78634-423-6 (englisch).
- Katrin Kneipp, Martin Moskovits, Harald Kneipp: Surface-Enhanced Raman Scattering: Physics and Applications. Springer, 2010, ISBN 978-3-642-07016-7 (englisch).
- New approaches in biomedical spectroscopy. American chemical society, Washington (D.C.) 2007, ISBN 978-0-8412-7437-2 (englisch).
- Surface-enhanced Raman scattering: physics and applications. Springer, Berlin Heidelberg 2006, ISBN 978-3-540-33566-5 (englisch).
- Frontiers of surface-enhanced Raman scattering: single-nanoparticles and single cells. Wiley, Chichester 2014, ISBN 978-1-118-35902-0 (englisch).

### Ausgewählte Artikel
- Katrin Kneipp, Yang Wang, Harald Kneipp, Lev T. Perelman, Irving Itzkan, Ramachandra R. Dasari, Michael S. Feld: Single Molecule Detection Using Surface-Enhanced Raman Scattering (SERS). In: Physical Review Letters. 78. Jahrgang, Nr. 9, 3. März 1997, S. 1667–1670, doi:10.1103/PhysRevLett.78.1667, bibcode:1997PhRvL..78.1667K (englisch).
- Janina Kneipp, Harald Kneipp, Katrin Kneipp: SERS—a single-molecule and nanoscale tool for bioanalytics. In: Chemical Society Reviews. 37. Jahrgang, Nr. 5, 2008, S. 1052–1060, doi:10.1039/B708459P, PMID 18443689 (englisch).
- Katrin Kneipp, Harald Kneipp, Irving Itzkan, Ramachandra R Dasari, Michael S Feld: Surface-enhanced Raman scattering and biophysics. In: Journal of Physics: Condensed Matter. 14. Jahrgang, Nr. 18, 13. Mai 2002, S. R597–R624, doi:10.1088/0953-8984/14/18/202 (englisch).